# Trinity Islands

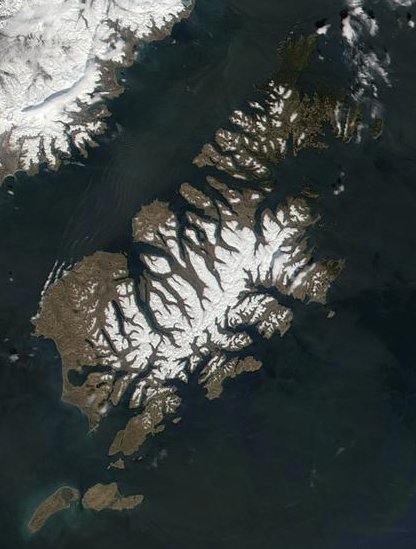
Satellitenfoto des Kodiak Archipels. Unten links Tugidak und Sitkinak.

Die Trinity Islands sind eine kleine Inselgruppe südwestlich der Insel Kodiak in Alaska, USA.
Sie gehören zum Kodiak-Archipel und bestehen hauptsächlich aus den beiden Inseln Tugidak Island und Sitkinak Island. Weiterhin gehören zur Inselgruppe einige kleine Eilande, darunter 'Dry Rock', die mittlerweile offenbar nicht mehr vorhanden ist. Verwaltet werden die Trinity Islands durch den Kodiak Island Borough.

## Tugidak Island
Tugidak Island (56° 31′ N, 154° 36′ W) liegt westlich von Sitkinak und ist 173,14 km² groß. Auf der Insel leben 2 Personen (Stand: 2000). Das markanteste an dieser Insel ist die unter Naturschutz stehende große seichte Lagune im Nordosten. Die Insel ist eine wichtige Brutstätte für Seehunde sowie für viele Arten von Meeresvögeln.

## Sitkinak Island
Sitkinak Island (56° 33′ N, 154° 10′ W) ist die östliche Insel der Gruppe. Sie ist 235,51 km² groß und unbewohnt. Auch Sitkinak besitzt eine große Lagune, welche etwa in der Inselmitte liegt.